# Diversificación
Se conoce como diversificación al proceso por el cual una empresa pasa a ofertar nuevos productos y entra en nuevo por la vía de las adquisiciones corporativas o invirtiendo directamente en nuevos negocios. Existen dos tipos de diversificación dependiendo de si existe algún tipo de relación entre los negocios antiguos y nuevos de la compañía. El motivo por el que las compañías se diversifican es la búsqueda de sinergias o una reducción del riesgo global de la empresa. La diversificación es una de las cuatro estrategias de mercado definidas en la matriz de Ansoff.

## Diversificación relacionada
Es un tipo de diversificación que se basa en la búsqueda de sinergias entre las antiguas y las nuevas actividades. Esta se puede deber a una similitud tecnológica o a similitudes en los sistemas de comercialización...

### Integración vertical
Un tipo especial de diversificación relacionada serían las integraciones verticales, que suponen para la empresa la entrada en negocios de los que se provee, por ejemplo fabricando las mercancías necesarias para el proceso productivo de su antiguo producto y pasando así a ser su proveedor, lo que es conocido como integración hacia atrás, o bien convirtiéndose en su propio cliente al entrar en negocios en los que participaba su producto como la fabricación de nuevos bienes y servicios, o la distribución del mism., lo que se conoce como integración hacia delante.
Lo que se pretende cuando se busca la integración vertical es mejorar la eficiencia de la empresa integrando bajo una misma estructura de gobierno procesos que se complementan, incurriendo en una reducción de los costes de transacción.
La integración vertical, sin embargo, presenta problemas como un incremento del riesgo global de la compañía, una pérdida de la flexibilidad, una posible pérdida de la rentabilidad derivada de no disfrutar del efecto experiencia o de las economías de escala y una mayor complejidad organizativa.
Un caso extremo sería que una compañía controlara toda la cadena de producción (Standard Oil Trust), si bien esto no es muy común.

### Integración vertical hacia delante
Es la diversificación de una nueva actividad que está situada en un nivel posterior. Es decir que la empresa asume una nueva actividad diferente, que anteriormente sus clientes lo realizaban.

### Integración horizontal
Diversificación relacionada horizontal.- La nueva actividad estará colocada en la mitad de todo el embrollo en el mismo nivel de las actividades que ya tiene la empresa. Es decir supone añadir productos o servicios sustitutivos o complementarios a la actividad de la empresa.

## Diversificación no relacionada
La Diversificación no relacionada supone la forma más radical de diversificación, ya que no existe ninguna relación entre las actuales y nuevas actividades de la empresa. Su objetivo es financiero, no busca aprovechar habilidades o buscar sinergias, sino que persigue una reducción del riesgo global de la empresa. Ejemplos de diversificación no relacionada serían Nokia (compañía finlandesa, inicialmente una empresa papelera, hasta hace poco el principal productor de móviles del mundo y hoy desaparecida), ACS (compañía española constructora en sus orígenes, pero que está en negocios como la energía o las telecomunicaciones) o Bouygues (compañía francesa constructora que tiene intereses en segmentos como el audiovisual, la telefonía móvil o las concesiones).